# Dolina Pojednania
Dolina Pojednania – park położony w centrum Gniezna, w dolinie pomiędzy dwoma wzgórzami – Panieńskim z Rynkiem i Świętojańskim, czyli Górą Krzyżacką.

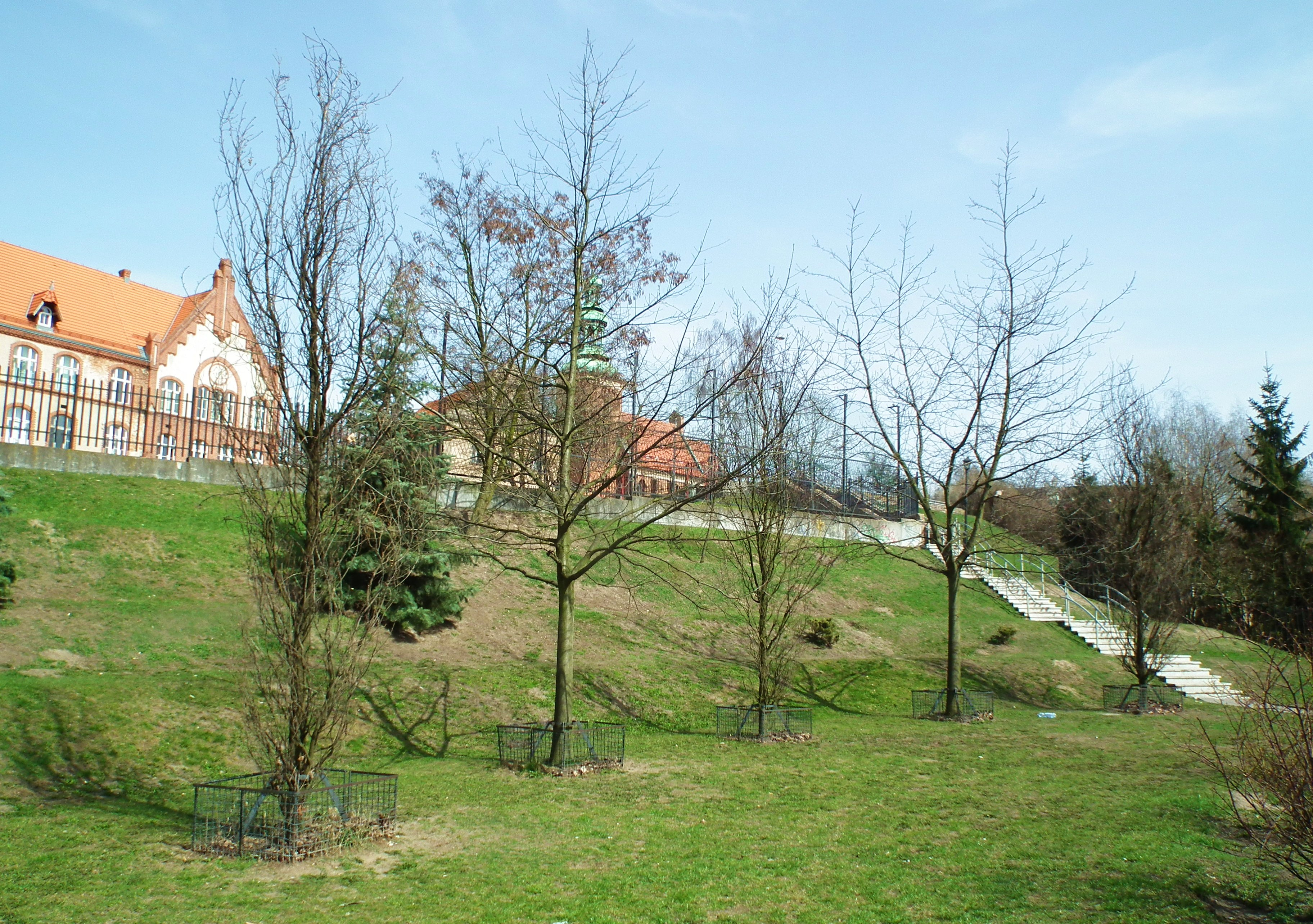
Dęby posadzone w 2000

W przeszłości obszar ten wyznaczał granicę pomiędzy Gnieznem a Grzybowem, czego pamiątką są niewielkie pozostałości murów miejskich. W 1997 urządzono tutaj park ze stawem, punktami widokowymi i długimi ciągami schodów. Projektantką założenia była Barbara Namysł.
W czasie obchodów tysiąclecia Zjazdu gnieźnieńskiego (2000) przedstawiciele pięciu państw posadzili tu pamiątkowe dęby będące symbolem jednoczącej się Europy. Byli to: Miloš Zeman (Czechy), Gerhard Schröder (Niemcy), Jerzy Buzek (Polska), Mikuláš Dzurinda (Słowacja) i Viktor Orbán (Węgry).
W 2011 honorowym właścicielem parku został Janusz Andrzej Skopowski z Bydgoszczy, który zwyciężył w aukcji internetowej XIV Finału Wielkiej Orkiestry Świątecznej Pomocy.